# Maan Leo
Maan Lise Leo (Utrecht, 14 juni 1986) is een Nederlands schrijfster en columniste.

## Biografie
Ze behaalde in 2007 cum laude haar bachelor in Liberal Arts & Sciences aan University College Roosevelt in Middelburg, met een specialisatie in kunstgeschiedenis en theaterwetenschap. Daarna voltooide ze cum laude de Erasmus Mundus Master in Women’s and Gender Studies aan de University of Hull en Universiteit Utrecht. 
In 2012 verscheen Leo’s debuutroman Ik ben Maan bij uitgeverij Wereldbibliotheek. Zij won hiermee de Zeeuwse Boekenprijs. In 2013 maakte Leo een overstap naar Lebowski Publishers, waar in november 2014 haar roman Huwelijkse voorwaarden verscheen. 
Van januari 2014 tot december 2018 schreef ze een wekelijks column in de Provinciale Zeeuwse Courant. Ze geeft onder de naam 'Zizi Zinnona' burleske optredens. Leo is gehuwd met schrijver Peter Drehmanns.

## Prijzen
- 2012 - Zeeuwse Boekenprijs voor Ik ben Maan